# Sieveringer Pfarrkirche

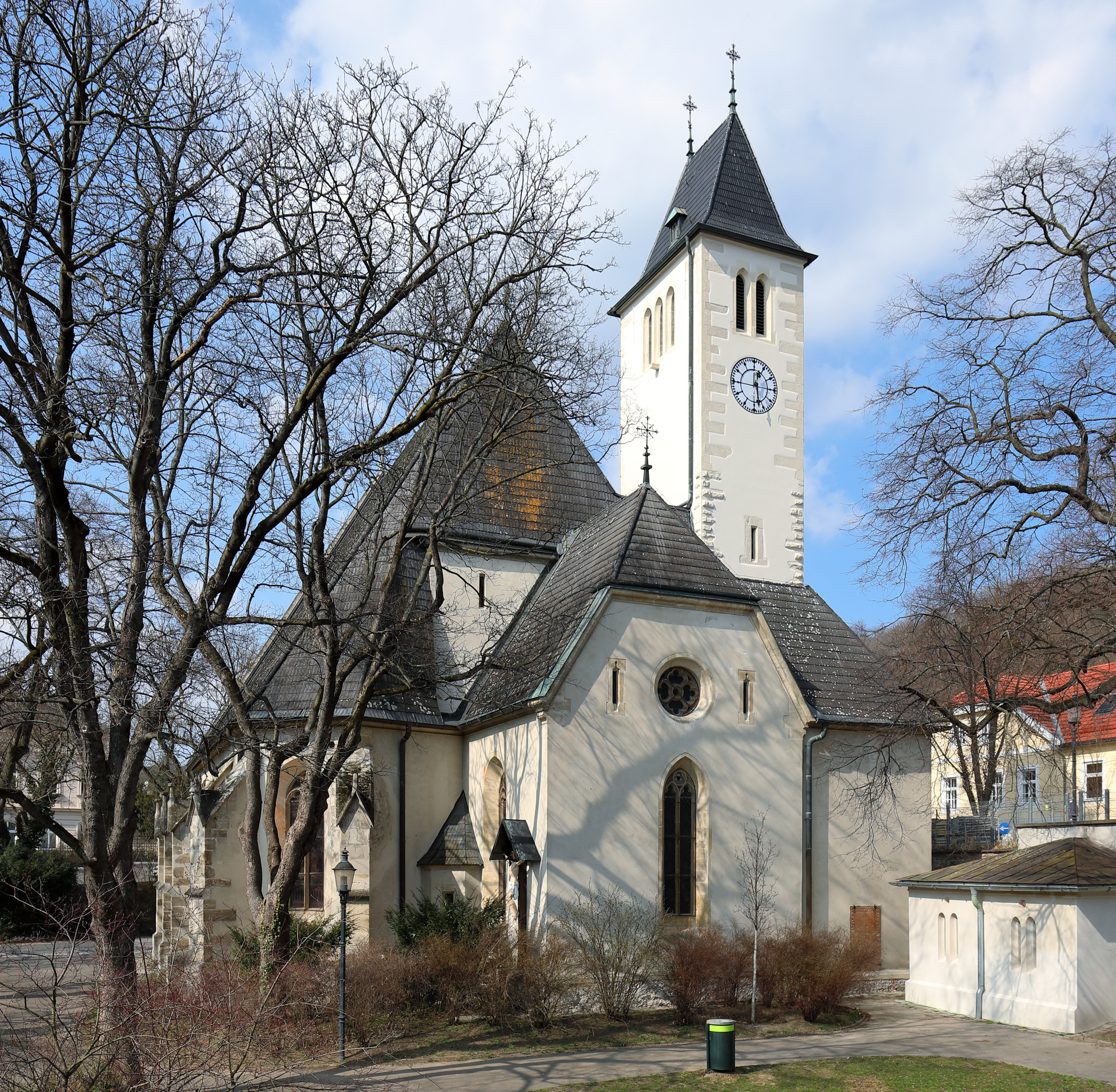
Sieveringer Pfarrkirche

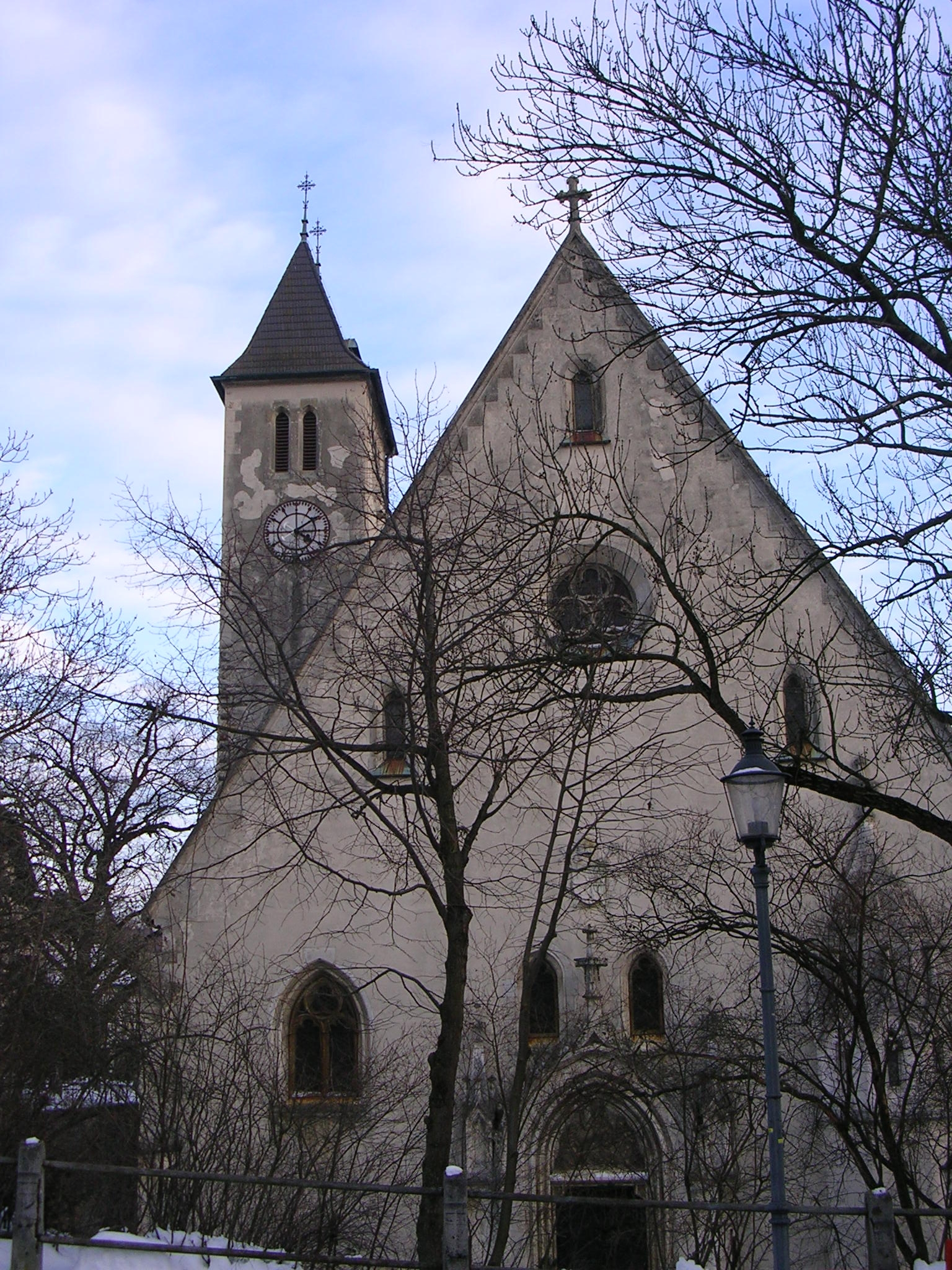
Westansicht der Pfarrkirche

Die Sieveringer Pfarrkirche St. Severin ist eine römisch-katholische Pfarrkirche im Bezirksteil Sievering des 19. Wiener Gemeindebezirks Döbling.

## Geschichte
Wahrscheinlich stand an der Stelle der heutigen Sieveringer Pfarrkirche ursprünglich eine Kapelle eines Herrenhofes. Der massive Turm könnte sogar auf einen römischen Wachturm zurückgehen. 1330 wurde erstmals eine „Capelle ze Suferingen“ urkundlich erwähnt. Bereits 1348 wurde Sievering zur Pfarre erhoben. Eine Urkunde aus 1421 belegt, dass die Kirche ursprünglich dem heiligen Andreas gewidmet war. Der erste Pfarrer, ein plebanus de Mitterhoven, ist urkundlich aus dem Jahr 1355 belegt. Es handelte sich dabei um einen Chorherren des Stiftes Klosterneuburgs, zu dem die Pfarre Sievering bis heute gehört.
Der Namenspatron der Kirche änderte sich: Der heilige Severin, der im 5. Jahrhundert hier als Missionar tätig gewesen sein soll, löste den heiligen Andreas ab.
Über die Jahrhunderte wurde die Sieveringer Kirche mehrmals um- und ausgebaut. Aus der Zeit der Gotik stammt noch das Kirchenschiff, der Chor mit Strebepfeilern sowie zwei Plastiken, eine Ölbergszene und die Figur eines Pelikans. Alle übrigen Teile der Kirche stammen vom großen Kirchenumbau aus dem Jahre 1896. Etliche an die Kirche angebaute Gebäude wurden in diesem Jahr abgerissen, die Westfassade, das südliche Portal sowie Turm und Dach wurden völlig umgestaltet. Die neuen Elemente wurden dem alten Bau angepasst und in der Form der Gotik gehalten. Der ehemals um die Kirche gruppierte Friedhof wurde aufgelöst und in eine Parkanlage umgewandelt. Einige der alten Grabsteine wurden in die Kirchenfassade integriert. In der Parkanlage selbst findet sich eine barocke Dreifaltigkeitssäule aus dem Jahre 1692, die zum Dank für das Erlöschen der Pest errichtet wurde. Ebenfalls aus dem Barock stammt die im Park erhaltene Statue des heiligen Johannes Nepomuk.
Im Inneren besticht die Pfarrkirche durch eine vierjochige Halle, die nach den Türkenkriegen mit einem frühbarocken Kreuzgewölbe versehen wurde. Das barocke Hochaltarbild zeigt den Namenspatron der Kirche, den heiligen Severin, während das nördliche Seitenaltarbild an das Martyrium des früheren Kirchenpatrons Andreas erinnert. Ihm gegenüber liegt in einem weiteren Seitenaltar die Darstellung einer Madonna mit dem Kinde. Ebenfalls im Stil des Barock ist die Kanzel ausgeführt, die die vier Evangelisten und Christus als Welterlöser darstellt. Einzig das Taufbecken aus dem 16. Jahrhundert hebt sich zeitlich von der übrigen Innenausstattung ab. Die Orgel aus 1962 stammt von Philipp Eppel.
Heute wird die Pfarre Sievering vom Grinzinger Pfarrer mitbetreut. Die Aufgaben der Pfarrkanzlei werden ebenfalls von der Pfarre Grinzing wahrgenommen.